# Kameda Bōsai

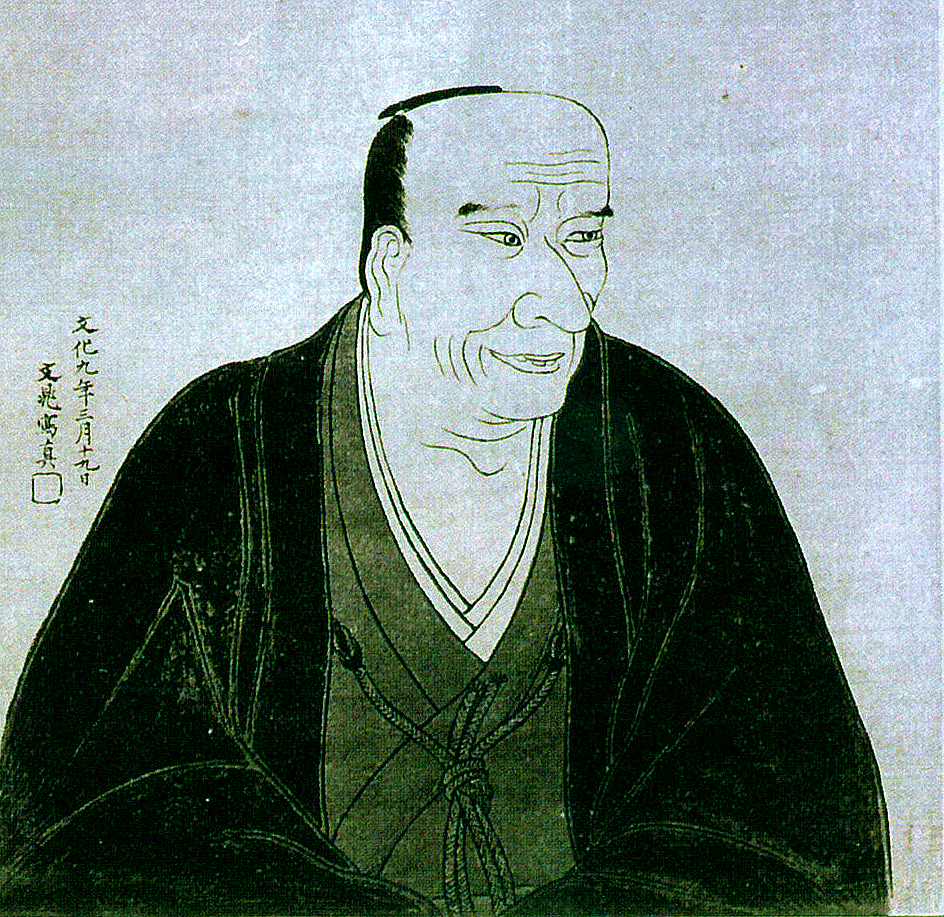
Kameda Bōsai

Kameda Bōsai (japanisch 亀田 鵬斎, geboren als Kameda Chōkō, weiterer Künstlername: Zenshindō (善身堂); geboren 21. Oktober 1752 in Kanda (Edo); gestorben 15. April 1826 daselbst) war ein japanischer Konfuzius-Anhänger, Autor, Kalligraph und Maler der mittleren und späten Edo-Zeit.

## Leben und Wirken
Kameda Bōsai wurde als Sohn von Kameda Manemon (亀田 万右衛門), einem Angestellten des Schildpattgeschäftes Nagatoya (長門屋) in Nihonbashi Yokoyamachō (日本橋横山町) von Edo geboren. Im Alter von 14 Jahren wurde er Schüler von Inoue Kinga (井上 金峨; 1732–1784), einem führenden Gelehrten der neuen eklektischen Setchū-Schule (折衷学) des Konfuzianismus. Zu Beginn der An’ei-Ära (1772–1781) eröffnete er eine Privatschule, die nach und nach berühmt wurde. Aber in einem Verbot falscher Lehren 1790, im sogenannten „Kansei Igaku no Ban“ zu Beginn der Kansei-Ära (1789–1801) wurde er wegen seiner „Falschlehre“ gebrandmarkt und zu den „Fünf Teufeln“ gezählt. Allmählich kamen kaum noch Schüler, so dass er unter Armut litt.
Später erlangte Kameda jedoch wieder Ansehen für seine Poesie, seine Kalligraphie (die sich an der seines Mönchsfreunds Ryōkan anlehnte) und für seine Bilder im lockeren Literaten-Stil. Der konfuzianische Gelehrte Yamamoto Hokuzan (1752–1812) war im gleichen Alter und hatte viel Kontakt mit ihm. Er trug Textzeilen bei zu vielen Gemälden, darunter zu denen seiner Freunde, wie Sakai Hōitsu von der Rimpa-Schule oder Tani Bunchō. Seine Gemälde, meist Landschaften, wurden als Holzschnitte in der Sammlung „Kyōchūzan“ (胸中山) – etwa „Berge in meiner Brust“ publiziert.
Kameda führte ein Leben als Alkoholiker und zog im Laufe seines Lebens häufig um. So lebte er in Surugadai (駿河台), Bakurochō (馬喰町), Shitaya Kanasugi (下谷金杉) und in anderen Ortsteilen von Edo. Er starb schließlich in seinem Haus in Shitaya Negishi (下谷根岸) und wurde im Tempel Shōfuku-ji (称福寺) in Imado (今戸), Asakusa, beigesetzt. Zu seinen Schülern gehörte Tōjō Ichidō (東条一堂; 1757–1778).
Kameda ist Autor zahlreicher Bücher, darunter
- „Daigaku Shihei“ (大学私衡) – etwa „Meine selbst finanzierte Schule“,
- „Zenshindō Ichiketsu“ (善身堂一家言) – „Ein Wort zur Familie Zenshindō“,
- „Kojiki Inaiben“ (黍稷稲粱弁) – „Ein Wort zu Hirse und Reis“,
- „Hō-Saba Ichinen“ (侯鯖一臠) – „Eine Flosse der Hō-Makrele“,
- „Bōnsai Sensei Bunshō“ (鵬斎先生文鈔) – „Worte des Bōnsai Sensei“ und
- „Zenshindō Shishō“ (善身堂詩鈔) – „Gedichtsammlung des Zenshindō“.

## Bilder

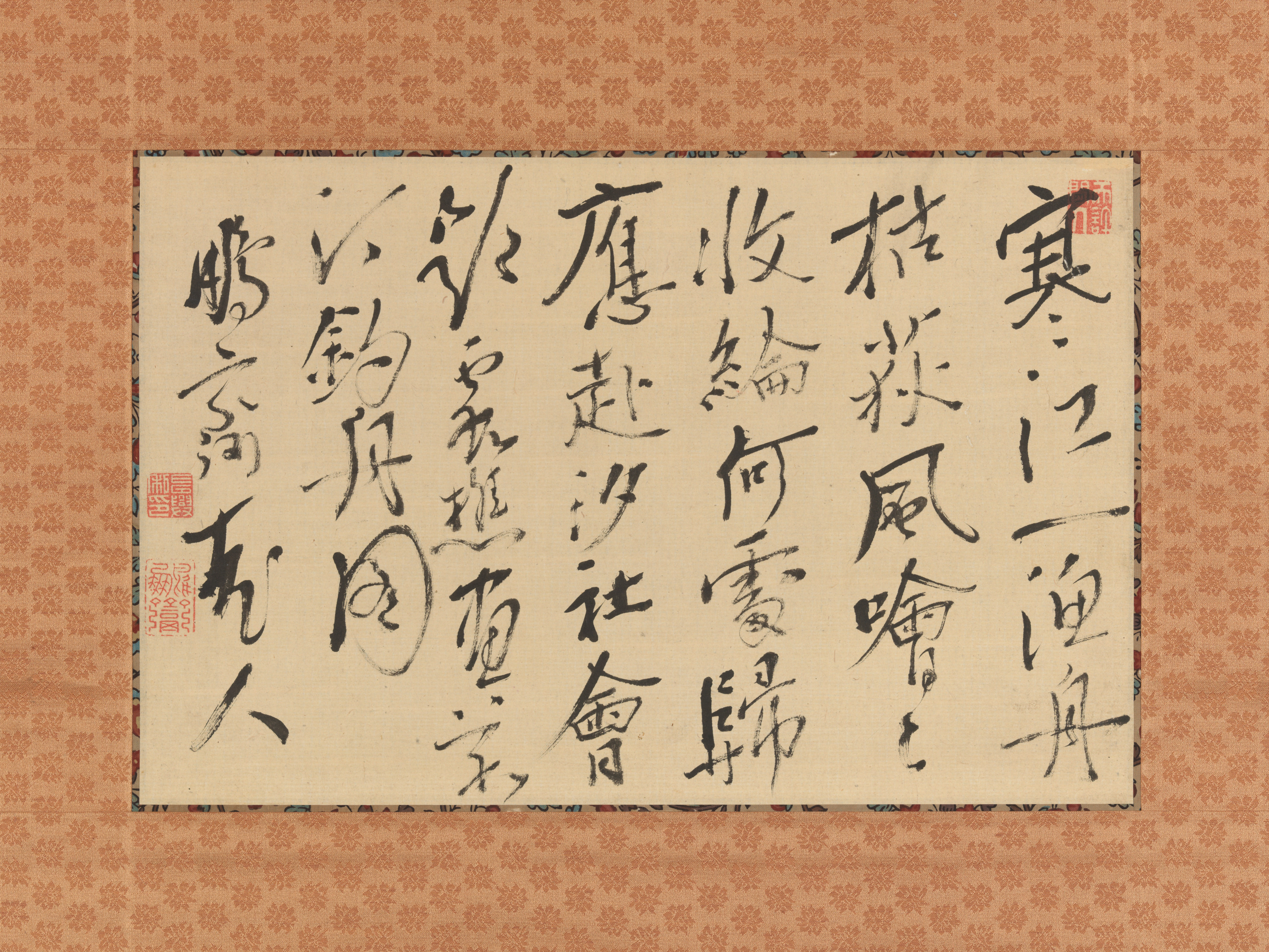
Text
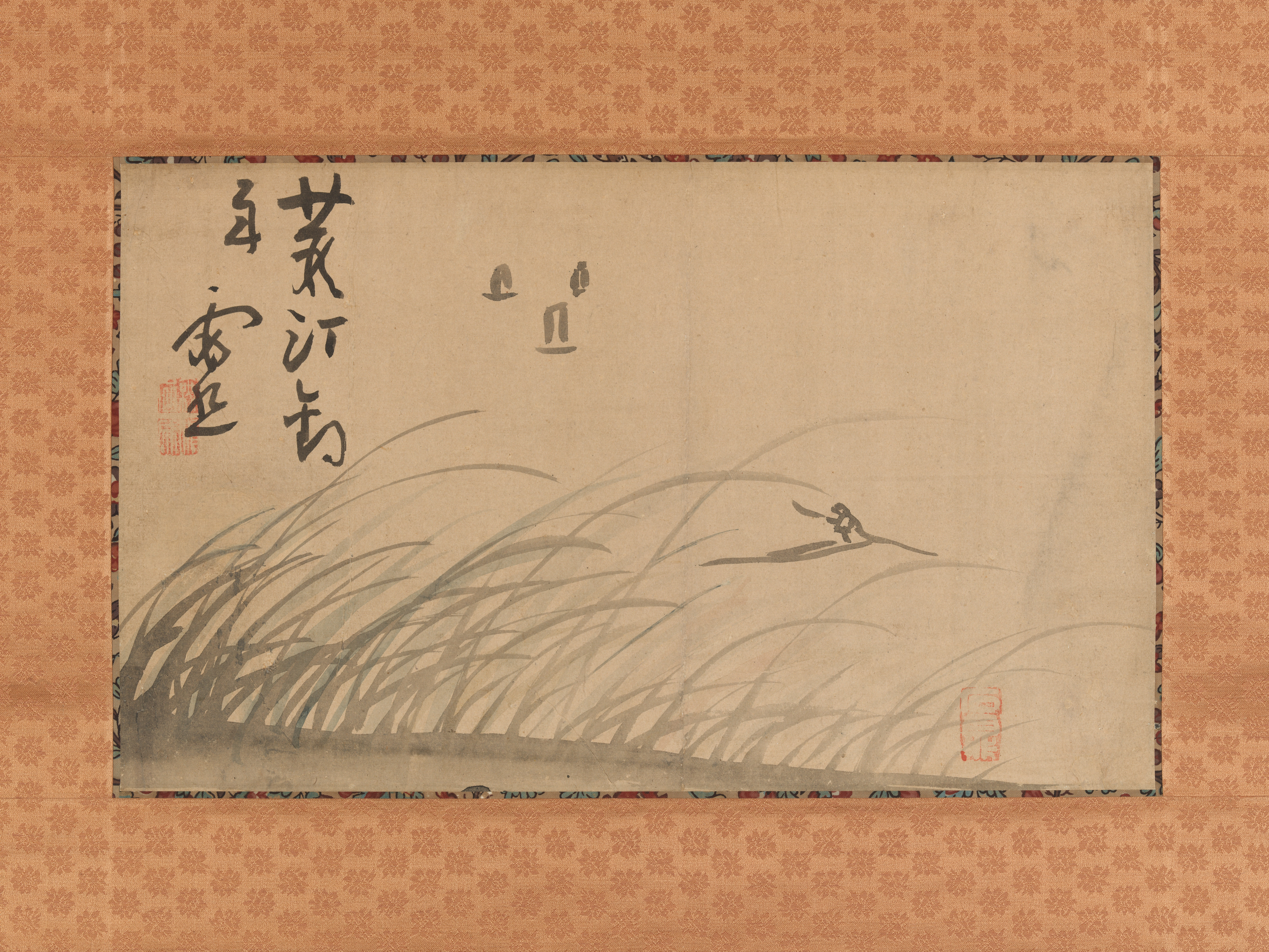
Text mit Zeichnung
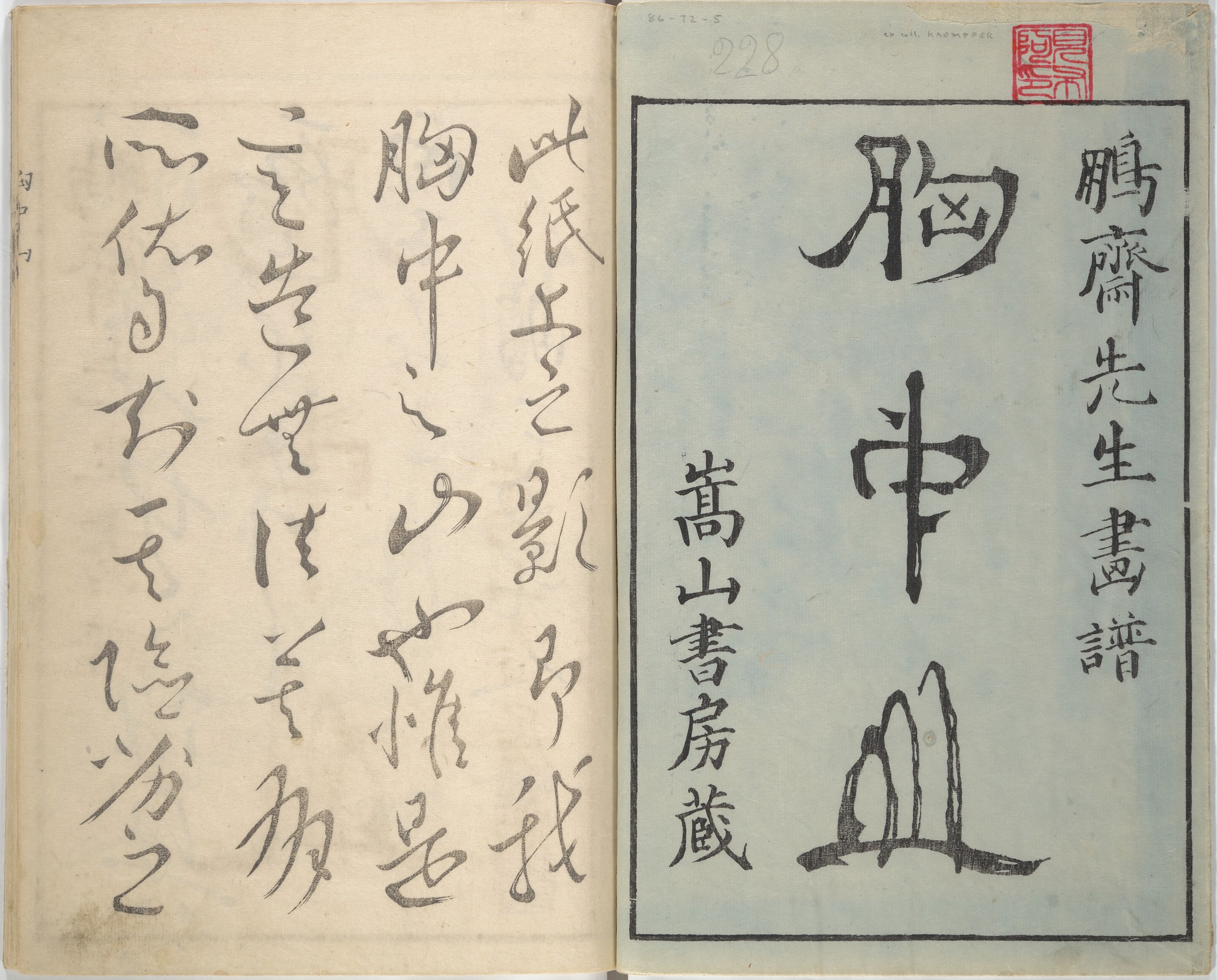
Aus Sammlung „Kyōchūzan“
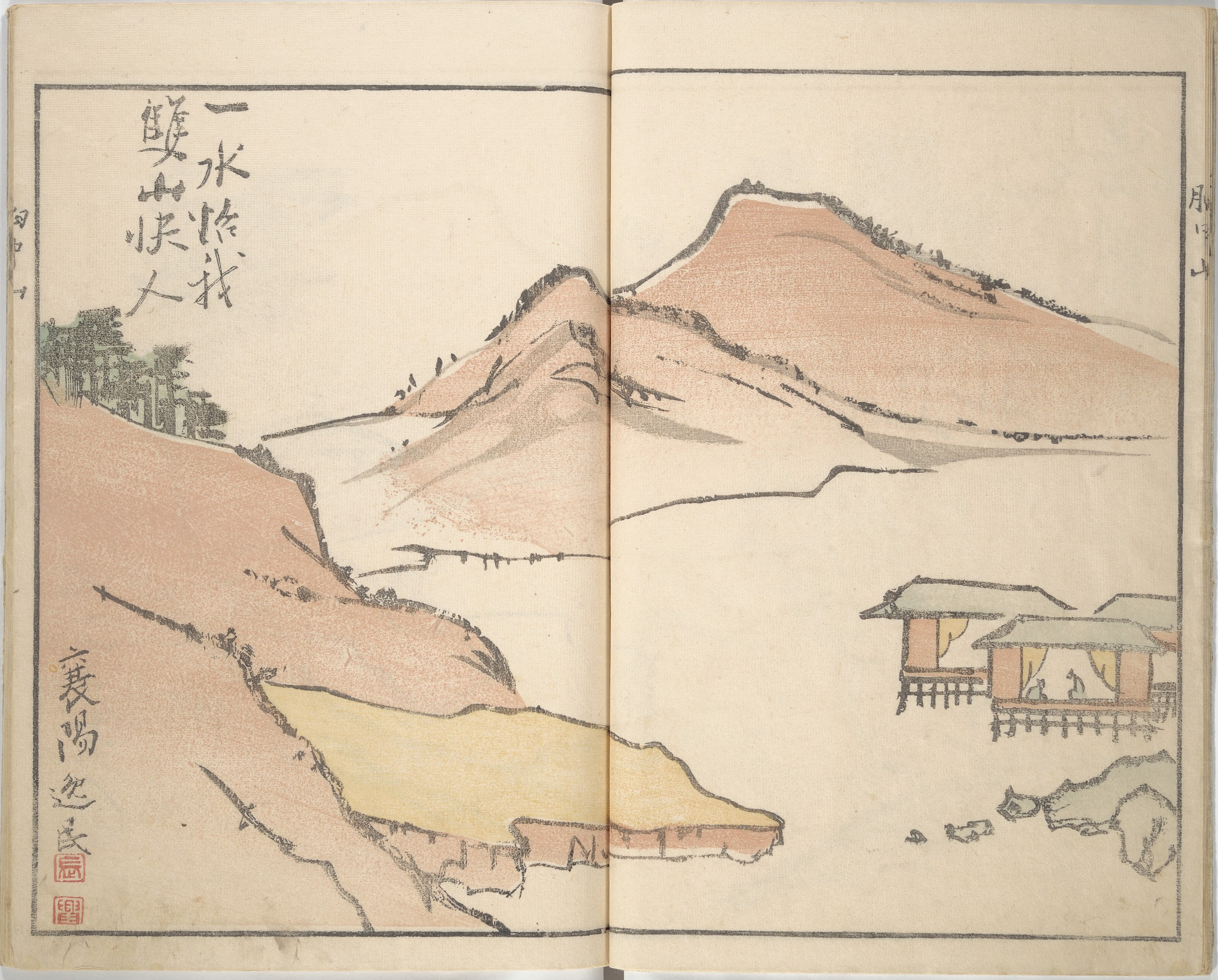
Aus Sammlung „Kyōchūzan“
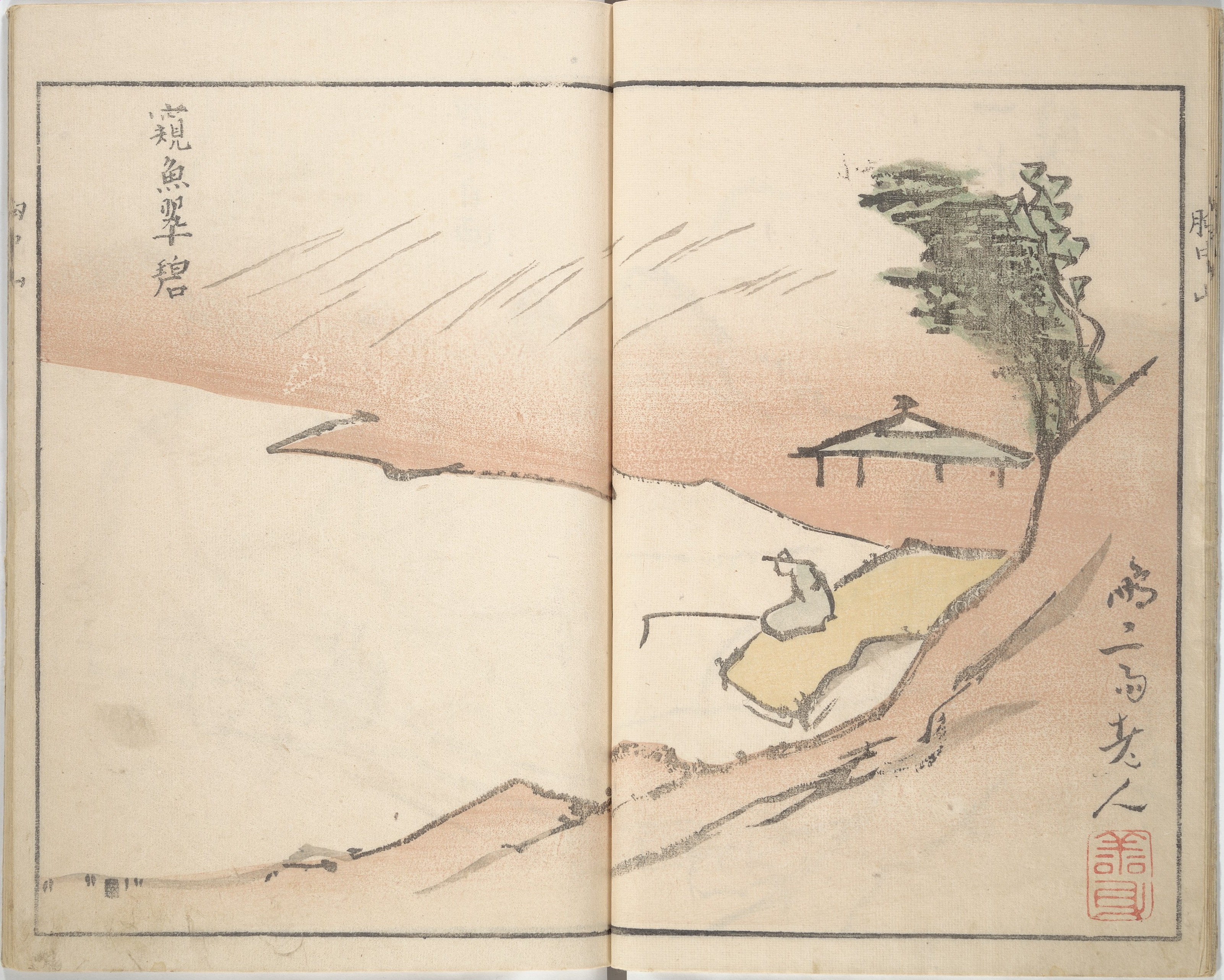
Aus Sammlung „Kyōchūzan“